# Гарнес (тауншип, Миннесота)
Гарнес (англ. Garnes) — тауншип в округе Ред-Лейк, Миннесота, США. На 2000 год его население составило 174 человека.

## География
По данным Бюро переписи населения США площадь тауншипа составляет 125,1 км², из которых 125,1 км² занимает суша, водоёмов нет.

## Демография
По данным переписи населения 2000 года здесь находились 174 человека, 70 домохозяйств и 49 семей. Плотность населения —  1,4 чел./км². На территории тауншипа расположено 80 построек со средней плотностью 0,6 построек на один квадратный километр. Расовый состав населения: 96,55 % белых, 2,87 % афроамериканцев и 0,57 % коренных американцев. Испанцы или латиноамериканцы любой расы составляли 0,57 % от популяции тауншипа.
Из 70 домохозяйств в 31,4 % воспитывались дети до 18 лет, в 64,3 % проживали супружеские пары, в 1,4 % проживали незамужние женщины и в 28,6 % домохозяйств проживали несемейные люди. 25,7 % домохозяйств состояли из одного человека, при том 11,4 % из — одиноких пожилых людей старше 65 лет. Средний размер домохозяйства — 2,49, а семьи — 3,00 человека.
25,3 % населения — младше 18 лет, 9,2 % — в возрасте от 18 до 24 лет, 25,3 % — от 25 до 44, 26,4 % — от 45 до 64, и 13,8 % — старше 65 лет. Средний возраст — 37 лет. На каждые 100 женщин приходилось 120,3 мужчин. На каждые 100 женщин старше 18 приходилось 132,1 мужчин.
Средний годовой доход домохозяйства составлял 40 625 долларов, а средний годовой доход семьи —  48 438 долларов. Средний доход мужчин —  25 625  долларов, в то время как у женщин — 19 688. Доход на душу населения составил 16 725 долларов. За чертой бедности находились 8,8 % семей и 11,2 % всего населения тауншипа, из которых 14,0 % младше 18 и 50,0 % старше 65 лет.